# شكل الانحراف أثناء التشغيل
شكل الانحراف أثناء التشغيل (ODS) هو مصطلح يستخدم عادة في تحليل الاهتزاز الهيكلي، المعروف باسم تحليل شكل الانحراف أثناء التشغيل. وهذا التحليل طريقة تستخدم لعرض بصري لنموذج اهتزاز المعدات أو الهياكل عند تأثرها بقوى التشغيل الخاصة بها. وهذه الطريقة معاكسة لدراسة نموذج اهتزاز المعدات المعروفة باسم تحليل القوة الخارجية، والتي تدعى التحليل النسقي.